# Вьетнамско-украинские отношения
Вьетнамско-украинские отношения — двусторонние дипломатические отношения между Вьетнамом и Украиной.
Вьетнам признал украинское государство 27 декабря 1991 года. Дипломатические отношения между двумя странами были установлены 23 января 1992 года. Посольство Социалистической Республики Вьетнам на Украине начало свою работу в 1993 году. Посольство Украины во Вьетнаме открылось в 1997 году.

## Политические и экономические отношения
Когда Украина провозгласила независимость от Советского Союза, Вьетнам стал поддерживать хорошие отношения с Украиной, что в значительной степени связано с большим количеством вьетнамцев на Украине. 
Украина также является основным источником продажи военной техники Вьетнаму — она сыграла свою роль в оказании помощи в обновлении и модернизации своих вооружённых сил. 
Начало отношениям на высшем уровне положил государственный визит президента Украины Леонида Кучмы во Вьетнам в апреле 1996 года. Во время визита состоялось подписание межгосударственного договора о принципах отношений между двумя странами. 
В 2000 году с государственным визитом на Украине находился президент Вьетнама Чан Дык Лыонг. Визит завершился заключением ряда межправительственных и межведомственных соглашений. В январе 2003 года состоялся официальный визит на Украину председателя Национального собрания Вьетнама Нгуена Ван Ана. 
Развитие двусторонних вьетнамско-украинских отношений способствовал официальный визит во Вьетнам председателя Верховной рады Украины Владимира Литвина, который состоялся 5—7 декабря 2010 года. 
25—27 марта 2011 года состоялся государственный визит во Вьетнам президента Украины. В рамках визита был подписан ряд двусторонних документов. Главным итогом визита стало подписание президентами Украины и Социалистической Республики Вьетнам Совместного заявления об установлении отношений всестороннего сотрудничества и партнёрства между Украиной и Вьетнамом, в которой определяются основные направления, формы и механизмы дальнейшего взаимодействия по широкому кругу двусторонних и международных вопросов. Документом определены приоритеты сотрудничества между Украиной и СРВ. 
В период 4—6 октября 2011 года состоялся официальный визит на Украину премьер-министра Вьетнама Нгуен Тан Зунга. В рамках этого визита было проведено 12-е заседание украинского-вьетнамской Межправительственной комиссии по вопросам торгово-экономического и научно-технического сотрудничества. 
В период 15—16 ноября 2012 года состоялся официальный визит во Вьетнам премьер-министра Украины Николая Азарова. По результатам этого визита был подписан ряд двусторонних документов и принято Совместное коммюнике глав правительств двух стран, в котором проанализировано современное состояние отношений между Украиной и Вьетнамом. 
Когда осенью 2013 года начался украинский политический кризис, Вьетнам сохранял нейтралитет.
30 ноября 2015 года в течение работы 21-й Конференции Сторон Рамочной конвенции ООН об изменении климата президент Украины Пётр Порошенко провёл встречу с премьер-министром Вьетнама Нгуен Тан Зунгом. На встрече были обсуждены совместные мероприятия, направленные на активизацию политического диалога и углубление торгово-экономических отношений между Украиной и Вьетнамом.
20 января 2017 года в рамках участия в работе Всемирного экономического форума в городе Давос президент Украины Пётр Порошенко провёл встречу с премьер-министром Вьетнама Нгуен Суан Фуком.
По состоянию на 2018 год две страны стремились расширить свои торгово-экономические связи. Для Вьетнама Украина является важным торговым партнёром в Европе, благодаря давним историческим связям между двумя странами, уходящим корнями в советское время.

### Вьетнамская община на Украине
Вьетнамцы на Украине, хотя и немногочисленны, являются одними из крупнейших по численности в Европе. Здесь проживает от 50 000 до 100 000 вьетнамцев. Украинцы положительно относятся к вьетнамскому сообществу, основываясь на исторической общности между ними. Вьетнамское сообщество также служит «мостом» между вьетнамцами в других славянских странах, таких как Польша, Россия и Чехия, где существуют большие вьетнамские диаспоры.

### Украинская община во Вьетнаме
Украинская община, проживающая на территории Вьетнама на конец июня 2015 года, немногочисленна: в консульском реестре посольства числится всего 120 человек. При этом по неофициальным данным фактически проживающих украинцев во Вьетнаме не превышает более 1000 человек.
В Социалистической Республике Вьетнам нет ни организаций украинской общины, ни религиозных общин выходцев из Украины, отчасти из-за её большой удаленности и отсутствия интересов.
Подавляющее большинство граждан Украины, проживающих во Вьетнаме, являются трудовыми мигрантами. Они в основном рассматривают своё пребывание во Вьетнаме как временное и планируют вернуться домой после завершения трудового договора с компанией-работодателем. Граждане Украины работают в сфере туризма, торговли, морского транспорта, угля и нефти, и небольшое количество из них занимается бизнесом. Также здесь мало украинцев, которые принадлежат к смешанным украинско-вьетнамским семьям.
Местами компактного проживания граждан Украины во Вьетнаме являются города Ханой (около 50 человек), Нячанг (около 100 человек), Вунгтау (около 100 человек) и Хошимин (50 человек). Точно так же украинская община имеет тенденцию смешиваться с русской общиной во Вьетнаме.